# Йован Миладинович
Йован Міладинович (сербохорв. Jovan Miladinović / Јован Миладиновић, 30 січня 1939, Белград — 11 вересня 1982, Белград) — югославський футболіст, що грав на позиції півзахисника. По завершенні ігрової кар'єри — тренер.
Виступав, зокрема, за клуб «Партизан», а також національну збірну Югославії.

## Клубна кар'єра
У дорослому футболі дебютував 1959 року виступами за команду «Партизан», у якій провів сім сезонів, взявши участь у 107 матчах чемпіонату.
Завершив ігрову кар'єру у команді «Нюрнберг», за яку виступав протягом 1966—1967 років.

## Виступи за збірну
У 1959 році дебютував в офіційних матчах у складі національної збірної Югославії.
У складі збірної був учасником чемпіонату Європи 1960 року у Франції, де разом з командою здобув «срібло».
Загалом протягом кар'єри в національній команді, яка тривала 6 років, провів у її формі 17 матчів.

## Кар'єра тренера
Розпочав тренерську кар'єру, повернувшись до футболу після невеликої перерви, 1976 року, очоливши тренерський штаб клубу «Партизан». Згодом працював із його командою також протягом 1979 року.
Помер 11 вересня 1982 року на 44-му році життя в Белграді.